# Фумасони Бьонди, Пьетро
Пьетро Фумасони Бьонди (итал. Pietro Fumasoni Biondi; 4 сентября 1872, Рим, королевство Италия — 12 июля 1960, там же) — итальянский куриальный кардинал и ватиканский сановник. Титулярный архиепископ Доклеи с 14 ноября 1916 по 3 марта 1933. Апостольский делегат в Восточных Индиях с 14 ноября 1916 по 6 декабря 1919. Апостольский делегат в Японии с 6 декабря 1919 по 14 июня 1921. Секретарь Священной Конгрегации Пропаганды Веры с 14 июня 1921 по 14 декабря 1922. Апостольский делегат в США с 14 декабря 1922 по 16 марта 1933. Префект Священной Конгрегации Пропаганды Веры с 16 марта 1933 по 12 июля 1960. Камерленго Священной Коллегии Кардиналов с 12 мая 1941 по 18 февраля 1946. Кардинал-священник с 13 марта 1933, с титулом церкви Санта-Кроче-ин-Джерусалемме с 16 марта 1933.